# Las Flores (Buenos Aires)
Las Flores is een plaats in het Argentijnse bestuurlijke gebied Las Flores in de provincie Buenos Aires. De plaats telt 20.722 inwoners.

## Geboren
- Tino Costa (1985), voetballer